# Aphanostigme
Aphanostigme is een geslacht van schimmels uit de familie der Pseudoperisporiaceae (ascomyceten). De typesoort is Aphanostigme solani.

## Soorten
Volgens Index Fungorum telt het geslacht 16 soorten (peildatum februari 2023):
| Soortnaam                  | Auteur(s)              | Publicatiejaar |
| -------------------------- | ---------------------- | -------------- |
| Aphanostigme annonae       | Hansf.                 | 1945           |
| Aphanostigme boswelliae    | Tilak & Jadhav         | 1974           |
| Aphanostigme erysiphoides  | (Rehm) E. Müll.        | 1965           |
| Aphanostigme erythrinae    | Hansf.                 | 1946           |
| Aphanostigme erythrinicola | Hansf.                 | 1946           |
| Aphanostigme eupatorii     | M.K. Khan              | 1996           |
| Aphanostigme fabacearum    | R.K. Verma & Kamal     | 1990           |
| Aphanostigme flabellariae  | Hansf.                 | 1945           |
| Aphanostigme glycosmidis   | Srinivas. & P.G. Sathe | 1971           |
| Aphanostigme heterotrichi  | (Toro) Toro            | 1952           |
| Aphanostigme jasmini       | Hansf.                 | 1946           |
| Aphanostigme lantanae      | Srinivas. & P.G. Sathe | 1971           |
| Aphanostigme lanuginis     | V.A.M. Mill. & Bonar   | 1941           |
| Aphanostigme mayteni       | Bat.                   | 1954           |
| Aphanostigme multispora    | Srinivas. & P.G. Sathe | 1971           |
| Aphanostigme phragmitis    | Hansf.                 | 1946           |
| Aphanostigme rubi          | Hansf.                 | 1954           |
| Aphanostigme scutiae       | M.S. Patil             | 1980           |
| Aphanostigme solani        | Syd.                   | 1926           |
| Aphanostigme trichophilus  | (Syd.) Hansf.          | 1946           |
| Aphanostigme vanderystii   | Hansf.                 | 1958           |